# Andover (Nou Hampshire)
Andover és una població dels Estats Units a l'estat de Nou Hampshire. Segons el cens del 2000 tenia 2.109 habitants.

## Demografia
Segons el cens del 2000, Andover tenia 2.109 habitants, 823 habitatges, i 609 famílies. La densitat de població era de 20,1 habitants per km².
Dels 823 habitatges en un 33,7% hi vivien nens de menys de 18 anys, en un 61,7% hi vivien parelles casades, en un 7,7% dones solteres, i en un 26% no eren unitats familiars. En el 20,5% dels habitatges hi vivien persones soles el 7,4% de les quals corresponia a persones de 65 anys o més que vivien soles. El nombre mitjà de persones vivint en cada habitatge era de 2,55 i el nombre mitjà de persones que vivien en cada família era de 2,9.
Per edats la població es repartia de la següent manera: un 24,3% tenia menys de 18 anys, un 6,2% entre 18 i 24, un 28,2% entre 25 i 44, un 28,6% de 45 a 60 i un 12,7% 65 anys o més.
L'edat mediana era de 40 anys. Per cada 100 dones de 18 o més anys hi havia 98,8 homes.
La renda mediana per habitatge era de 47.093$ i la renda mediana per família de 52.212$. Els homes tenien una renda mediana de 33.074$ mentre que les dones 25.927$. La renda per capita de la població era de 21.627$. Entorn del 4,5% de les famílies i el 5,7% de la població estaven per davall del llindar de pobresa.